# Hesthesis assimilis
Hesthesis assimilis är en skalbaggsart som beskrevs av Carter 1928. Hesthesis assimilis ingår i släktet Hesthesis och familjen långhorningar. Inga underarter finns listade i Catalogue of Life.